# Trem Articulado 68
O Trem Articulado 68 foi um veículo leve sobre trilhos projetado pela empresa belga BN e fabricado no Brasil pela Cobrasma para ser utilizado no pré-metrô da Linha 2 do Metrô do Rio de Janeiro. Posteriormente acabou sendo utilizado no VLT de Campinas.

## Série 3000 (Metrô do Rio de Janeiro)
O Trem articulado Série 3000 é um veículo leve sobre trilhos utilizado pelo Metrô do Rio de Janeiro entre 1981 e 2004, inicialmente no Pré-Metrô da Linha 2 e esporadicamente na Linha 1. Apesar de terem sido retirados de serviço em 2004, encontram-se armazenados pelo governo do Rio de Janeiro aguardando destinação (nova operação ou sucateamento).

### Projeto e construção
Em julho de 1975 a Companhia do Metropolitano do Rio de Janeiro contratou o consórcio ETEP-Sofretu (atual Systra) para realizar o projeto básico de engenharia para a Linha 2 do metrô (Estácio-Pavuna). Em face da demanda estimada e da falta de recursos, o projeto da Linha 2 acabou dividido em duas partes: Estácio-Triagem em metrô pesado e Triagem-Pavuna-São João do Meriti em sistema de pré-metrô.
Durante a elaboração do projeto, foi estudada e aprovada a utilização de trens articulados no trecho do pré-metrô. A Companhia do Metropolitano do Rio de Janeiro lançou a concorrência 012/1977 para a aquisição de 68 carros de pré-metrô. A concorrência foi vencida pelo consórcio belga-franco-brasileiro Pré-Metrô, com seu contrato assinado em 15 de abril de 1977 a um custo de 699 milhões de cruzeiros. De acordo com o contrato, os primeiros 8 trens articulados seriam fabricados na Bélgica enquanto que os 60 restantes fabricados no Brasil.
| Consórcio | Fabricante                                | Equipamentos Fornecidos |
| --------- | ----------------------------------------- | ----------------------- |
| Pré-Metrô | La Brugeoise et Nivelles SA.              | Equipamentos mecânicos  |
| Pré-Metrô | Matériel de traction électrique (truques) | Equipamentos mecânicos  |
| Pré-Metrô | Cobrasma                                  | Equipamentos mecânicos  |
| Pré-Metrô | Brown Boveri e Cie. Siemens               | Equipamentos elétricos  |

O primeiro trem articulado foi concluído pela fábrica da empresa La Brugeoise et Nivelles SA. na Bélgica em fins de 1978, com o embarque para o Brasil realizado em janeiro de 1979.Apesar da chegada dos primeiros trens, atrasos nas obras fizeram com que a inauguração da Linha 2 –pré metrô fosse planejada para janeiro de 1981.
Por falta de recursos, as obras do pré-metrô foram paralisadas em meados de 1980.   Parte das obras foram retomadas ainda naquele ano e o primeiro trecho da Linha 2 –pré metrô foi aberto em 19 de novembro de 1981. Atrasos no pagamento e falta de recursos fizeram com que até 1985 apenas 18 dos 68 carros fossem entregues.
A produção dos trens articulados pela Cobrasma seguiu por toda a década de 1980. Em 1990 foram vendidos para a Fepasa empregar no VLT de Campinas 6 carros produzidos originalmente para o Rio de Janeiro e parados na fábrica da Cobrasma por falta de pagamento. Ao final da produção, em 1991, foram produzidos 28 trens para o Rio e 6 para Campinas (totalizando 68 carros).
| Ano   | Quantidade           | Cliente                                 |
| ----- | -------------------- | --------------------------------------- |
| 1979  | 2                    | Cia. do Metropolitano do Rio de Janeiro |
| 1980  | 4                    | Cia. do Metropolitano do Rio de Janeiro |
| 1981  | 5                    | Cia. do Metropolitano do Rio de Janeiro |
| 1982  | 4                    | Cia. do Metropolitano do Rio de Janeiro |
| 1983  | 2                    | Cia. do Metropolitano do Rio de Janeiro |
| 1985  | 3                    | Cia. do Metropolitano do Rio de Janeiro |
| 1986  | 3                    | Cia. do Metropolitano do Rio de Janeiro |
| 1987  | 3                    | Cia. do Metropolitano do Rio de Janeiro |
| 1990  | 3                    | Ferrovia Paulista S/A                   |
| 1991  | 5                    | Ferrovia Paulista S/A                   |
| Total | 34 trens (68 carros) |                                         |

### Operação

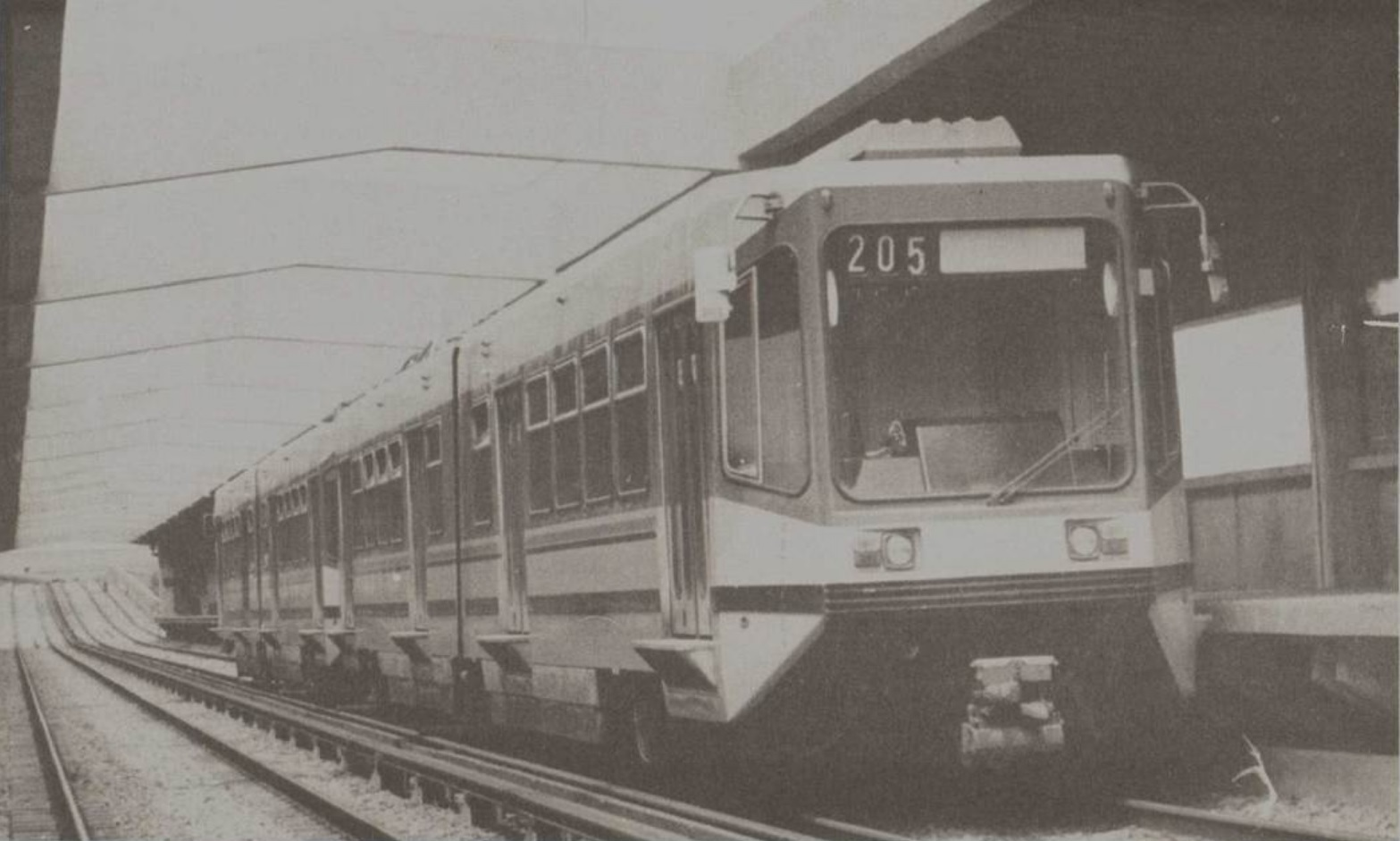
TUE Série 3000 estacionado na estação Triagem, 1983.
Arquivo Geral da Cidade do Rio de Janeiro.

Os primeiros trens da Série 3000 inauguraram a Linha 2 em novembro de 1981. Inicialmente o projeto do pré-metrô contemplava a adoção de operação automatizada dos trens. Cortes nos custos e extravios de equipamentos, porém, obrigaram o pré-metrô a funcionar com operação manual. Essa escolha revelou-se um erro após a incidência de acidentes, causados por falha humana.

### Preservação
Dois carros foram preservados por metroviários como parte do Clube Arena Metrô, na Cidade Nova. Um está totalmente original e outro teve os assentos retirados e serve de área de lazer para o clube.

## Série 5700 (Fepasa)
O TUE Série 5700 foi uma série de Veículo leve sobre trilhos construído pela empresa Cobrasma, sob licença da empresa belga BN, utilizados pela Fepasa no VLT de Campinas.

### História
Em 1990 o governo do estado de São Paulo decidiu implantar uma linha de veículo leve sobre trilhos em parceria com a prefeitura de Campinas. No entanto, antes mesmo do projeto ser estudado, as obras foram contratadas após um processo de licitação marcado por denúncias de corrupção feitas pelo vice-prefeito de Campinas.
Para implementar VLT antes das Eleições estaduais, o governo paulista de Quércia optou por negociar com a Cobrasma a aquisição de 8 Trens Articulados 68 originalmente encomendados pelo Metrô do Rio de Janeiro e parados/semi-montados na fábrica da Cobrasma de Sumaré por falta de pagamento. Ao mesmo tempo, o governo paulista assinou com o Metrô do Rio de Janeiro o empréstimo de duas composições compostas de dois carros articulados, cada um dos quais podia transportar 250 passageiros. Elas foram encaminhadas para reforma nas instalações da Cobrasma em Sumaré, para que fossem repostos diversos componentes que haviam sido canibalizados para a manutenção da frota carioca, ser aplicar uma nova pintura, além da adaptação das portas para a configuração das estações do sistema, cujas plataformas ficavam a 950 mm do chão. A empresa Siemens forneceu os equipamentos eletrônicos para os carros, enquanto a empresa ABB se encarregou dos equipamentos de tração.

### Operação (1990-1995)

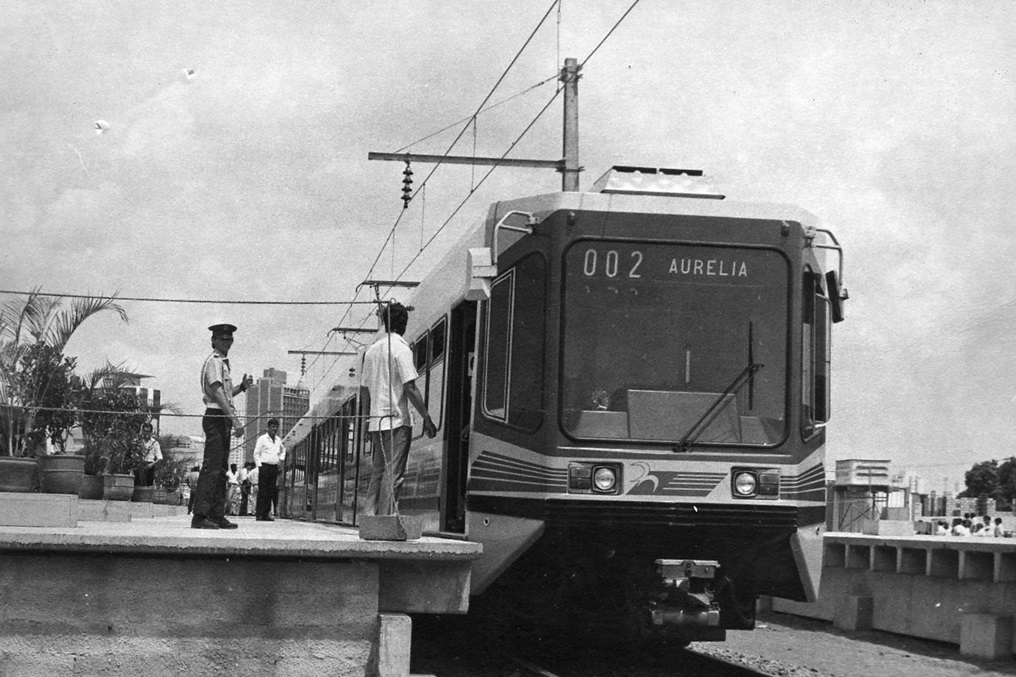
Inauguração do VLT de Campinas, 1990.

A primeira viagem de teste do VLT de Campinas ocorreu a 23 de novembro de 1990 (dois dias antes das eleições estaduais), ao longo de um trecho de 2,1 km entre as estações Barão de Itapura e Aurélia. A pressa na inauguração transformou o evento em palanque eleitoral para o candidato do governo ao estado, Fleury Filho. a chamada operação assistida que se estendeu por mais dez dias. Eram realizadas viagens a cada quinze minutos entre as 10 e 14 horas, para permitir a realização de ajustes operacionais e técnicos.
Em 13 de dezembro de 1990, os dois carros usados nessa primeira inauguração foram devolvidos ao Rio de Janeiro. Já em janeiro de 1991, iniciou-se a entrega dos seis carros completamente novos. Esse material fazia parte de uma encomenda feita ao consórcio BN/Cobrasma para o Metrô do Rio de Janeiro em 1977, mas se encontrava estacionado na empresa em função da paralisação no projeto carioca. Em 14 de março de 1991, o VLT de Campinas foi novamente inaugurado. Uma falha em equipamentos elétricos acabou atrapalhando a cerimônia de inauguração.
Na Fepasa a frota foi batizada como Série 5700 e receberam a numeração UC 5701 a UC 5706. Entre 1992 e 1993 houve diversas negociações entre a FEPASA e a Cobrasma para o fornecimento de mais seis VLTs para o sistema de Campinas, porém a encomenda acabou cancelada por conta da demanda do VLT nunca ter alcançado a mínima de projeto (eram previstos 75 mil passageiros por dia enquanto que o VLT mal alcançou 4 mil) e pela situação pré-falimentar da Cobrasma na época.
Implantado sem um estudo de viabilidade, o VLT sofreu com uma previsível falta de demanda de passageiros e acabou desativado pelo governo Covas em 15 de março de 1995. Apesar das tentativas de concessão ou privatização do sistema, a falta de demanda afastou qualquer interessado

### Desativação
As composições do VLT desativado foram estacionadas ao lado da estação de Campinas até maio de 1997 quando foram transferidos para a estação de Jundiaí. Em 2001 os veículos foram transferidos para as oficinas de Rio Claro. Em 21 de agosto de 2018, moradores dos arredores do pátio ferroviário de Rio Claro atearam fogo em entulho localizado em seus arredores. O fogo saiu de controle e destruiu completamente o antigo complexo de oficinas da Companhia Paulista/FEPASA, incluindo todos os trens articulados utilizados no VLT de Campinas.

## Acidentes e incidentes
- 9 de janeiro de 1984 - Choque entre dois trens (203 e 204) do Pré-Metrô na estação São Cristóvão. O trem 203 encontrava-se vazio e manobrava para o pátio de Praça Onze quando foi acertado em sua cauda pelo trem 204 , que transportava passageiros. O acidente deixou 35 pessoas, incluindo os 2 maquinistas. A Linha 2 ficou interditada ;[19]

- 2 de dezembro de 1988 – Descarrilamento e choque do trem 202 do Pré-Metrô com parede de fim de via fere 5 pessoas na estação Estácio da Linha 2. Após uma falha no sistema de freios, o trem 202 do pré-metrô ultrapassou o ponto deparada na estação Estácio e avançou mais de 100 m rumo ao canteiro de obras da expansão da linha 2, derrubando uma parede de concreto. Por conta da obra de expansão em Estácio, o para-choque de fim de via havia sido removido previamente.[20]

- 22 de fevereiro de 1989 - Choque entre dois trens da Linha 2 (Pré-Metrô). nas proximidades da estação Estácio. Durante manobra para troca de trilhos, o trem 209 bateu no trem 213. O acidente deixou 10 feridos. Após o ocorrido, seguranças fardados e à paisana da Cia. do Metropolitano tentaram impedir a imprensa de cobrir o acidente através de ameaças.[21][22] Dois dias depois, a empresa estatal culpou um dos maquinistas por avançar um sinal de tráfego, embora todo o sistema do metrô devesse ser automatizado desde sua inauguração.[23] O ex-presidente do metrô, Noel de Almeida denunciou que os equipamentos de automatização da Linha 2 foram comprados em 1979 e desapareceram na gestão dos presidentes seguintes[24].

- 15 de março de 1991 - Durante a segunda inauguração do VLT de Campinas, uma pane elétrica paralisou os veículos. O incidente, ocorrido diante da imprensa, constrangendo o governador eleito Fleury Filho e o governador em fim de mandato Orestes Quércia.[16]